# День триффидов
«День триффидов» (англ. The Day of the Triffids) — научно-фантастический роман Джона Уиндема, вышедший в 1951 году. Русскоязычному читателю стал известен благодаря переводу писателя-фантаста Аркадия Стругацкого (первоначально его перевод вышел под псевдонимом С. Бережков в 1966 году — в восьмом томе книжной серии «Библиотека современной фантастики»).

## Сюжет
Предыстория рассказывает о появлении и повсеместном распространении на Земле триффидов — хищных подвижных растений, которых разводили на особых фермах из-за ценности получаемого из них масла. Взрослые триффиды могли питаться полуразложившимся мясом и имели жало, которым на расстоянии до нескольких метров могли поразить добычу ядовитым соком. Таким образом они могли охотиться и на человека. При разведении триффидов, соответственно, применялись меры безопасности — жала урезались, сотрудники ферм использовали защитные маски. Специалисты, изучавшие триффидов, отметили у них наличие острого слуха, по которому те ориентируются, а также, предположительно, — наличие разума, возможно, коллективного, благодаря которому группы триффидов могут действовать согласованно и целенаправленно.
Повествование в основной части книги ведётся от лица Билла Мэйсена, биохимика, специалиста по триффидам. После всеобщего наблюдения необычного астрономического явления — «звездопада» — бо́льшая часть людей на Земле ослепла (за исключением тех немногих, кто по какой-либо причине не смотрел на небо во время этого явления). Мэйсен оказался в числе счастливчиков в силу стечения обстоятельств — незадолго до этого он повредил зрение, попав под удар триффида, поэтому лежал в больнице с повязкой на глазах. Сняв её на следующий после «звездопада» день, Билл обнаруживает себя в мире слепых.
Немногие люди, сохранившие зрение, объединяются в группы, каждая со своей тактикой, каждый по-своему борется за собственное выживание и за будущее человечества. Сначала кажется, что лишь само выживание в разразившемся хаосе будет проблемой, но в какой-то момент выжившие обнаруживают страшную опасность, которую никто, кроме Мэйсена, не предвидел: вырвавшиеся на свободу триффиды начинают активную охоту на людей. Собираясь в огромных количествах, триффиды нападают на поселения выживших, прорывая ограды и уничтожая людей; постоянный нажим триффидов становится дополнительным обстоятельством, ограничивающим возможность выживания небольших поселений. К тому же почти сразу после катастрофы в городах начинается эпидемия чумы.
Билл сначала некоторое время скитается по Лондону в одиночку, затем спасает от бандита зрячую девушку Джозеллу, с которой присоединяется к образовавшейся вокруг университета группе под командованием Майкла Бидли, планирующих собрать в городе максимум материальных ценностей, затем покинуть Лондон и создать где-нибудь сильную колонию, преимущественно из зрячих. Между Биллом и Джозеллой возникает взаимное чувство, но обстоятельства разделяют их: группа под командованием некоего Коукера нападает на группу Бидли, и Билл оказывается в плену, где его принуждают помогать группе ослепших, «работая их глазами», водя к источникам пищи и обеспечивая их жизнь. Убедившись, что это бессмысленно, а подопечные обречены, Билл бежит из Лондона, надеясь отыскать Джозеллу. Волей случая он встречается с Коукером (который после провала своей затеи разочаровался в своих методах), и некоторое время они действуют сообща, разыскивая группу Бидли, к которой, как надеется Мэйсен, присоединилась Джозелла.
В итоге Билл Мэйсен находит Джозеллу и создаёт семью, в которой, кроме них, оказывается зрячая девочка Сюзен, спасённая Биллом от триффидов, и ослепшая семья знакомых Джозеллы — хозяев сельской фермы, где они поселяются. После шести лет упорной борьбы в одиночку они присоединяются к крупной колонии, созданной группой Бидли. Группе удалось перебраться на один из прибрежных островов (островное положение позволяет гораздо меньше сил тратить на уничтожение триффидов — в несколько приёмов очистив остров, поселенцы лишь регулярно патрулируют его в поисках молодых растений, выросших из занесённых ветром семян). Но всё равно — миром теперь правят триффиды. Единственная надежда на возрождение цивилизации — найти какое-то радикальное средство против триффидов, вроде избирательно действующего гербицида, но исполнение этого проекта связано с огромными практическими трудностями. Билл получает от Бидли приглашение возглавить группу биологов, занявшихся разработкой этой темы. На этом роман заканчивается.

## Комета
Уникальное астрономическое явление, наблюдавшееся на всей планете, и, по всей видимости, настолько масштабное, что наблюдать его можно было даже в условиях низкой облачности, выглядело как дождь из множества зелёных «падающих звёзд», и стало причиной катастрофы. Большинство ослепших называют это событие не иначе как Комета или Приход кометы.
Слепота после наблюдения явления пришла не мгновенно. Те, кто продолжал бодрствовать, чувствовали, как лишаются зрения, но большинство людей отошли ко сну. Наутро никто из наблюдавших Комету не видел ничего, кроме полной тьмы.
Билл Мэйсен высказал предположение, что звездопад был вызван случайным срабатыванием оружия орбитального базирования, однако точное происхождение «звездопада» остаётся в книге загадкой.

## Герои
- Мэйсен, Билл — биолог, немного биохимик. Специалист по триффидам. В раннем возрасте застал момент появления триффидов на планете, был ужален одной из особей в детстве, благодаря чему обрёл некоторый иммунитет к их яду и определился со своей будущей профессией. Работая на плантациях с неурезанными особями, был поражён ядом триффида в лицо через маску, в результате чего на время потерял зрение. Пока он лежал в больнице с перевязанными глазами, пришла Комета; так получилось, что он не наблюдал «звездопад» и остался зрячим.
- Мэйсен (Плейтон), Джозелла — писательница. Девушка с неисчерпаемым жизненным потенциалом и хорошими способностями к обучению. Принадлежала к золотой молодёжи. Была пленена обезумевшим слепым гангстером, державшим её в качестве поводыря, но её освободил Мэйсен. Во время прихода Кометы спала под действием снотворного, которое приняла для борьбы с похмельем после вечеринки.
- Лакнор, Уолтер — биолог, специалист по триффидам. Обладал острым чутьём и интуицией, благодаря чему сделал ряд смелых гипотез, большая часть которых вскоре оправдалась. В частности, именно ему принадлежит гипотеза о том, что человек силён перед триффидом исключительно благодаря способности видеть. Скорее всего погиб во время всеобщей паники и неразберихи сразу после катастрофы.
- Сюзен — приёмная дочь Билла Мэйсена и Джозеллы, которую Билл спас от триффидов в возрасте 10 лет.
- Бидли, Майкл — руководитель одной из самых «живучих» общин, в которой удалось успешно сочетать дисциплину и свободу действий.
- Коукер — рабочий, социалист, руководитель одной из наименее жизнеспособных общин, жившей на принципе «зрячие будут водить слепых к запасам еды, пока не придёт кто-нибудь, чтобы убрать всё это безобразие». В его общине зрячие насильно принуждались к работе, поддержание жизни обеспечивалось за счёт разграбления старых запасников, а не производства новых продуктов. Порочность затеи обнаружилась, когда в командах слепых разразилась чума. Оказался способен корректировать свои взгляды. После гибели группы действовал вместе с Мэйсеном, потом с Мисс Дюрран, потом основал свою группу выживания на иных принципах, потом присоединился к группе Бидли.
- Мисс Дюрран — руководитель религиозной общины. Откололась от группы Бидли и осела в графстве Тиншэм. Вероятнее всего, погибла от чумы вместе со своей общиной.
- Торренс — руководитель общины, стремящейся вернуть человеческое общество в феодальные отношения, где зрячие были бы господами, а слепые и их дети — их подчинёнными. Ярый милитарист, жесток и хладнокровен, благодаря чему достаточно долго смог продержать свою общину на одном уровне с группой Бидли, но когда она выросла до достаточных размеров, не смог организовать власть на местах, в результате чего община развалилась.

## Постановки и экранизации
Роман экранизирован трижды: в 1962, в 1981 (сериал) и в 2009 (двухсерийный фильм) годах. Премьера новой экранизации состоялась 28 декабря 2009 года на телеканале BBC One. В 2023 году появилась информация о том, что Юхан Ренк займётся новой экранизацией романа для Amazon Studios.
- День триффидов — фильм 1962 года.
- День триффидов — телесериал 1981 года (6 серий, BBC).
- День триффидов — двухсерийный фильм 2009 года.
- День триффидов — радиопостановка.

## Комментарии
1. ↑  В русском переводе подробности о происхождении ходящих растений вырезаны; в оригинале рассказывается, что их вывели советские учёные под руководством Трофима Лысенко на экспериментальной станции в районе Елизово на Камчатке.